# Sam Ask

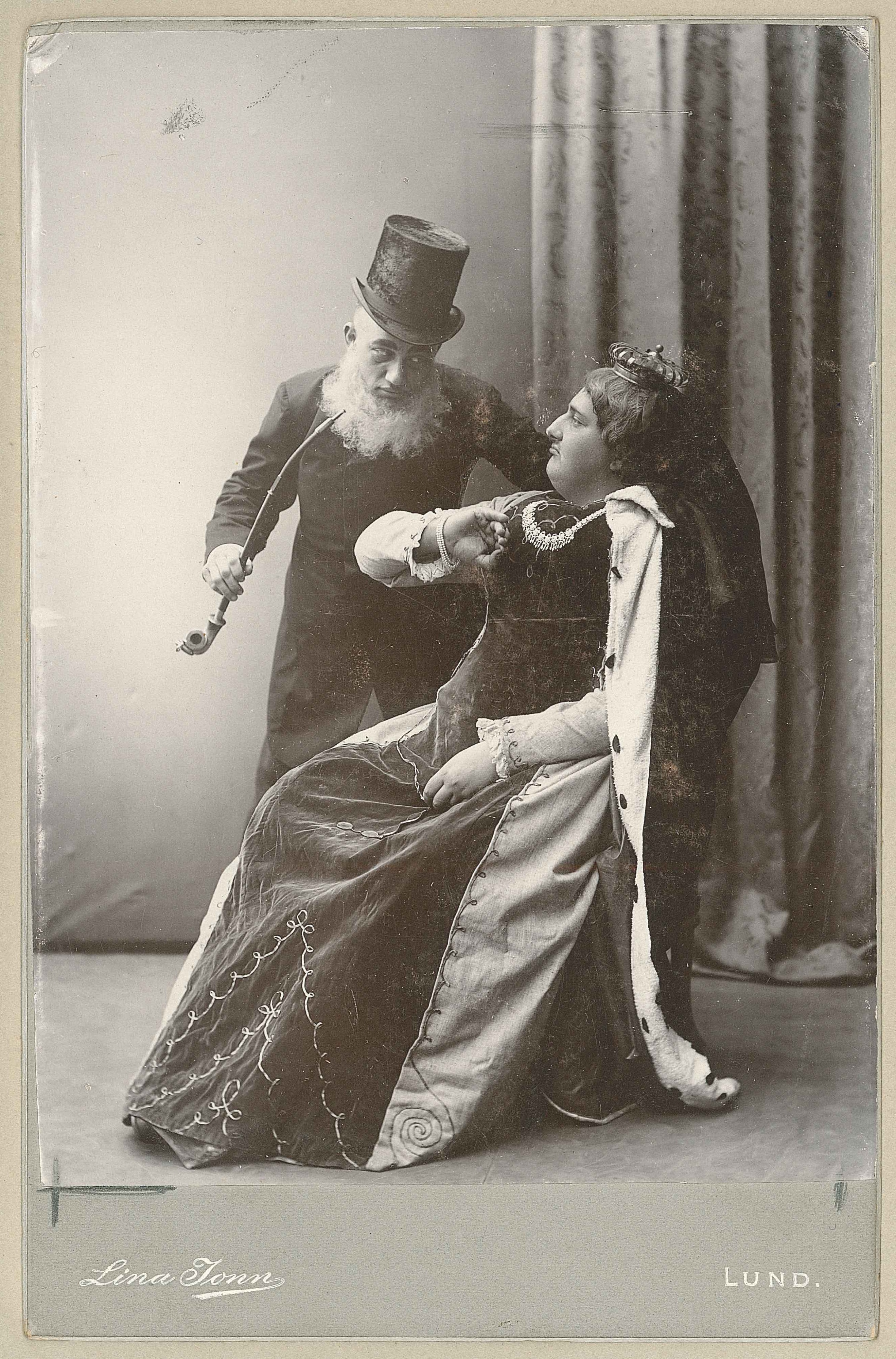
Sam Ask som drottning Victoria och blivande statsrådet Karl Schlyter som boerpresidenten Paul Kruger vid Lundakarnevalen 1900, en anspelning på det då pågående Andra boerkriget.

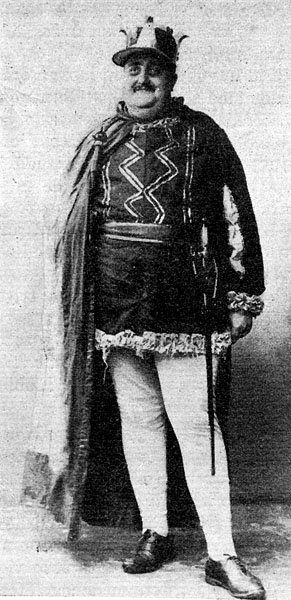
Sam Ask som "Prins Karneval" i Lundakarnevalen 1904.

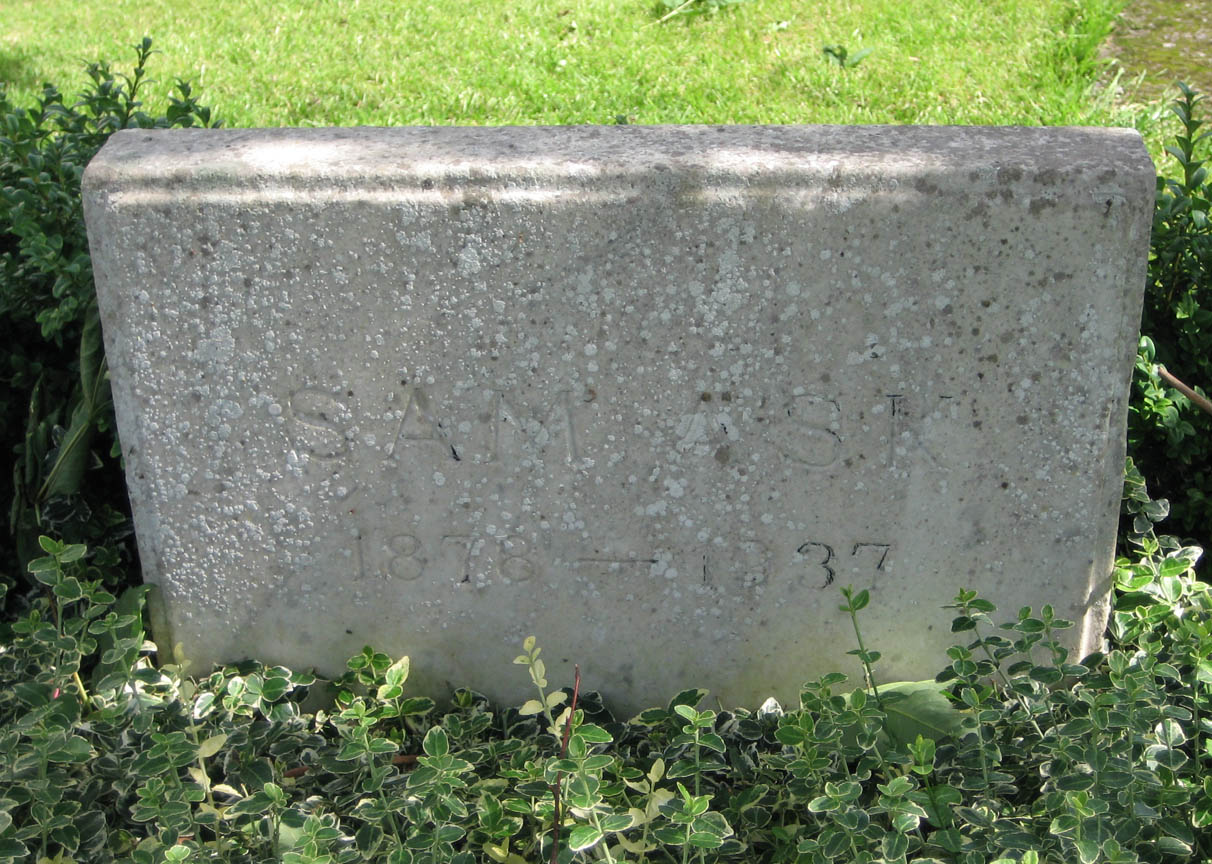
Sam Asks gravsten på Gråmanstorps kyrkogård.

Samuel Herman "Sam" Ask, född  16 oktober 1878 i Gråmanstorp, Gråmanstorps församling, död 15 juli 1937 i Stockholm, var en legendarisk svensk överliggare, manusförfattare, och i någon mån skådespelare.

## Biografi
Sam Ask var son till kaptenen vid Kungl. Norra Skånska infanteriregementet Fredrik Uno Ask och dennes maka Annette Hafström. 
Han tillhörde en lundensisk akademikersläkt. En farbror var Carl Jacob Ask, professor i kirurgi och obstetrik i Lund, som hade sönerna John Ask, professor i statsrätt i Lund, Frans Olof Ask, väg- och vattenbyggnadsingenjör, och Fritz Ask, professor i oftalmiatrik. En syster till dem var fil. lic. Elisabeth Ask, gift med professorn i fysik och redskapslära vid Alnarps lantbruksinstitut, August Upmark; deras son var professorn i praktisk medicin vid Uppsala universitet, Erik Ask-Upmark, som således var Sam Asks kusinbarn. En viss yttre likhet fanns dem emellan.
Ask skrevs in vid Lunds universitet 1896 som juris studerande, men avlade aldrig examen innan han formellt avbröt sina studier 1909. I gengäld medverkade han i en rad lundakarnevaler (Sam Ask är för övrigt den enda levande människa som avbildats på en karnevalsaffisch: 1912 års), Überbrettl och liknande studentikosa arrangemang. Inte minst gjorde han sig dock känd för sin frodiga berättarkonst, vilken inspirerat lundaförfattare som Frank Heller och Fritiof Nilsson Piraten. Den senare har porträtterat honom som "Tom Ancker" i romanen Tre terminer.
Han anställdes 1916 som förlagsredaktör och filmmanusförfattare vid Svenska Biografteatern och Skandiafilm. Delar av hans produktion är utgivna under pseudonymen A.V. Samsjö. Välkänd är hans formulering på ett vykort skickat från en Italienresa: "Nyss utklämd genom Simplontunneln, utbreder jag mig nu över den lombardiska slätten",  med anspelning på hans med tiden allt mer omfattande kroppshydda.
Sam Asks grav på Gråmanstorps kyrkogård i Klippan vårdas av Akademiska Föreningen i Lund.

## Filmografi i urval

### Regi
- 1928 – Erik XIV (karnevalsfilm)

### Manus
- 1916 – Dödskyssen
- 1918 – Mästerkatten i stövlar
- 1918 – Berg-Ejvind och hans hustru
- 1919 – Åh, i morron kväll
- 1919 – Synnöve Solbakken
- 1919 – Ett farligt frieri
- 1919 – Hemsöborna
- 1920 – Robinson i skärgården
- 1920 – Familjens traditioner
- 1920 – Thora van Deken
- 1920 – Bomben
- 1921 – En lyckoriddare
- 1921 – En vildfågel
- 1921 – Högre ändamål
- 1921 – Kvarnen
- 1922 – Kärlekens ögon
- 1923 – Friaren från landsvägen
- 1923 – Hemslavinnor
- 1924 – Sten Stensson Stéen från Eslöv
- 1926 – Charleys tant
- 1927 – Hin och smålänningen
- 1928 – Erik XIV (karnevalsfilm)
- 1935 – Äventyr i pyjamas

### Roller
- 1917 – Alexander den Store
- 1918 – Mästerkatten i stövlar
- 1920 – Thora van Deken
- 1920 – Bomben
- 1921 – Kvarnen
- 1924 – Sten Stensson Stéen från Eslöv
- 1927 – Hin och smålänningen